# Thurston-Norm
In der niedrigdimensionalen Topologie, einem Teilgebiet der Mathematik, ist die Thurston-Norm eine Norm auf der 2. Homologie 3-dimensionaler Mannigfaltigkeiten, welche die Komplexität der die Homologieklasse repräsentierenden Flächen misst.
Sei {\displaystyle M} eine kompakte, orientierte 3-Mannigfaltigkeit und {\displaystyle \phi \in H^{1}(M;\mathbb {Z} )=H_{2}(M,\partial M;Z)} eine Kohomologieklasse. Wir definieren die Thurston-Norm von {\displaystyle \phi } durch 
{\displaystyle x(\phi )=\min \left\{x(S)\colon S{\mbox{ repräsentiert }}\phi \right\}},
wobei {\displaystyle S} alle die Homologieklasse {\displaystyle \phi } repräsentierenden Flächen durchläuft und die Komplexität der in Zusammenhangskomponenten zerlegten Fläche {\displaystyle S=S_{1}\cup \ldots \cup S_{k}} durch
{\displaystyle x(S)=-\sum _{i\colon S_{i}\not =S^{2},D^{2}}\chi (S_{i})}
definiert ist, wobei {\displaystyle \chi (S_{i})} die Euler-Charakteristik der Zusammenhangskomponente bezeichnet.
Die so auf der ganzzahligen Kohomologie definierte Thurston-Norm hat die Eigenschaften
- {\displaystyle x(n\phi )=\mid n\mid x(\phi )} für {\displaystyle n\in \mathbb {Z} }
- {\displaystyle x(\phi _{1}+\phi _{2})\leq x(\phi _{1})+x(\phi _{2})}

und kann deshalb zu einer Halbnorm auf {\displaystyle H^{1}(M;\mathbb {R} )} fortgesetzt werden, die als Thurston-Norm bezeichnet wird. (Sie ist gleich der Hälfte der Gromov-Norm.)Ihre Einheitskugel bezeichnet man als Thurston-Norm-Kugel. Thurston bewies, dass es sich um ein Polytop mit Ecken in {\displaystyle H^{1}(M;\mathbb {Q} )=H_{2}(M,\partial M;\mathbb {Q} )} handelt.
Eine Kohomologieklasse {\displaystyle \pi \in H^{1}(M;\mathbb {Z} )=Hom(\pi _{1}M,\mathbb {Z} )} heißt gefasert, wenn es eine Faserung {\displaystyle p\colon M\to S^{1}} mit {\displaystyle p_{*}=\phi } gibt. Eine rationale Kohomologieklasse {\displaystyle \phi \in H^{1}(M;\mathbb {Q} )} heißt gefasert, wenn es ein rationales Vielfaches in {\displaystyle H^{1}(M;\mathbb {Z} )} gibt, das eine gefaserte Kohomologieklasse ist. Eine Kohomologieklasse {\displaystyle \phi \in H^{1}(M;\mathbb {R} )} heißt gefasert, wenn sie in De-Rham-Kohomologie durch eine nicht ausgeartete Differentialform repräsentiert werden kann. 
Thurston bewies, dass gefaserte Kohomologieklassen zum Kegel über einer offenen top-dimensionalen Randfläche der Thurston-Norm-Kugel gehören, und dass dann jede andere Komologieklasse in diesem Kegel ebenfalls gefasert ist.